# Thelypteris rosulata
Thelypteris rosulata là một loài dương xỉ trong họ Thelypteridaceae. Loài này được A.R. Sm. & M. Kessler mô tả khoa học đầu tiên năm 2008.